# Minnesota Vikings
Minnesota Vikings este o echipă de fotbal american cu sediul în Minneapolis, Minnesota. Vikings s-a alăturat National Football League (NFL) în 1960 ca echipă de expansiune. Ei concurează în Divizia de Nord a National Football Conference (NFC) din National Football League. Vikings joacă meciurile de acasă pe U.S. Bank Stadium.